# Weinmannia exigua
Weinmannia exigua é uma espécie de planta da família Cunoniaceae.
É endémica das Fiji.